# Гнилицы (Тернопольская область)
Гнилицы (укр. Гнилиці) — село в Скориковской сельской общине Тернопольского района Тернопольской области Украины.
До 2020 года входило в Подволочисский район.
Население по переписи 2001 года составляло 779 человек. Почтовый индекс — 47820. Телефонный код — 3543.